# 1469
1469 (MCDLXIX) a fost un an comun al calendarului iulian, care a început într-o zi de duminică.

## Evenimente
- Ștefan cel Mare îl ia ostatic pe Petru Aron în Transilvania.

## Nașteri
- 3 mai: Niccolò Machiavelli, filosof și scriitor italian în cadrul Republicii Florentine (d. 1527)
- 31 mai: Manuel I, rege al Portugaliei (d. 1521)
- 20 iunie: Gian Galeazzo Sforza, duce de Milano (d. 1494)
- 26 august: Ferdinand al II-lea, rege al Neapolelui (d. 1496)
- 15 noiembrie: Nanak Dev, primul din cei zece guru ai sikhismului (d. 1539)

## Decese
Petru Aron